# Comburguesía

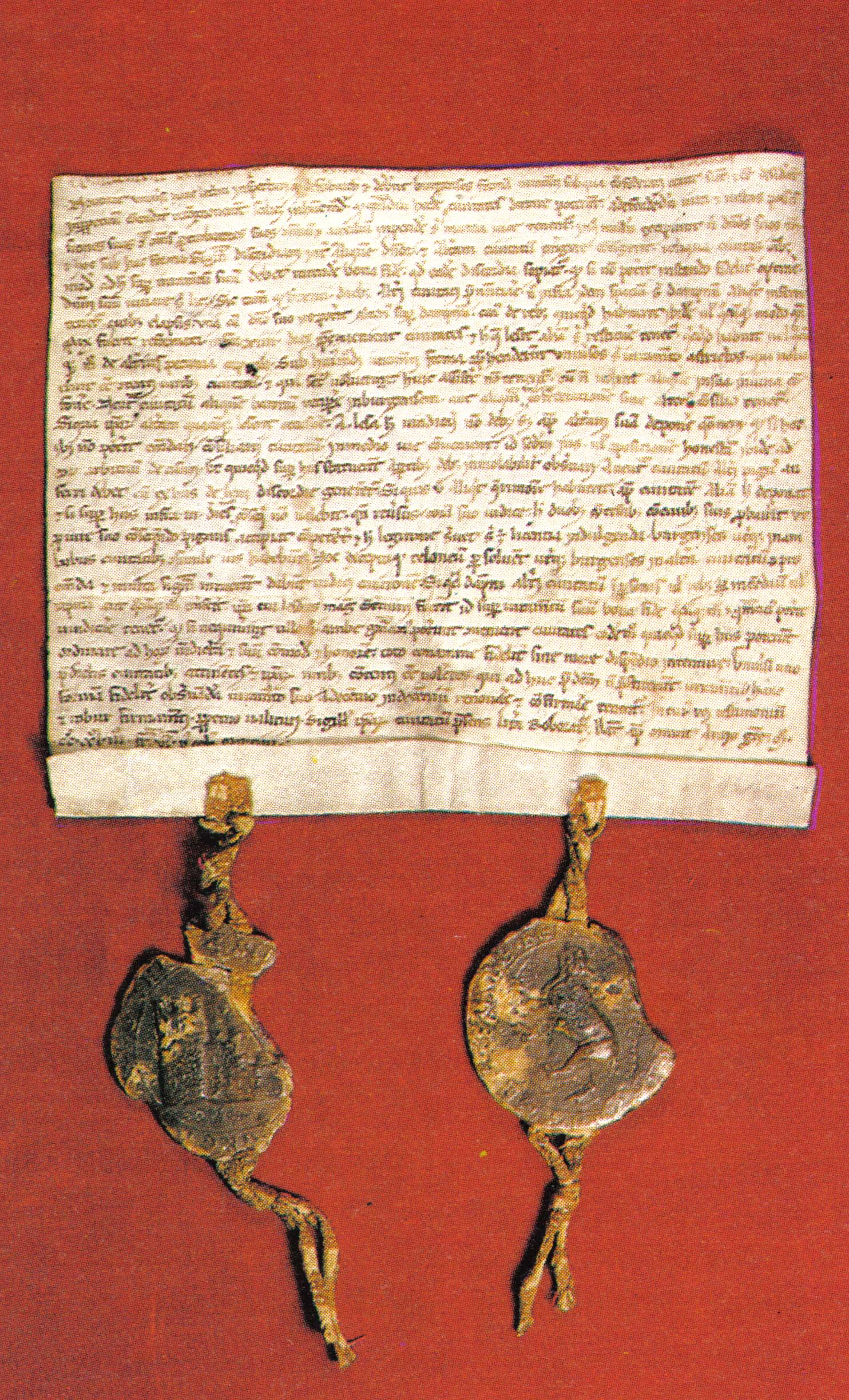
Tratado de comburguesía de 1243 entre las villas de Berna y Friburgo.

En la Edad Media, una comburguesía (en alemán: Burgrecht; en francés: combourgeoisie) era un tratado temporal o perpetuo por el cual una ciudad extendía su derecho de ciudadanía a otra entidad geográfica, ya fuese a los pueblos que la rodeaban, o a otra ciudad o a un convento.

## Historia y etimología
La noción de comburguesía (palabra derivada del latín  comburgensis) se utilizó por primera vez alrededor del año 1000 para designar a la ciudadanía romana antes de tomar su significado actual en el  siglo XIII en el territorio de la actual Suiza. La primera aparición atestiguada del término «conburgensis» data de 1330. En alemán, el término Landrecht  (traducido al francés por la expresión droits territoriaux, 'derechos territoriales') también se usaba cuando el tratado involucraba a un territorio que no era una ciudad o un señorío.

## Forma jurídica
Presentados bajo la forma de un  pergamino provisto de sellos y firmas de las distintas partes, un tratado de comburguesía detallaba generalmente con precisión los límites del tratado, así como las reservas formuladas, en particular sobre los tratados o alianzas celebrados previamente por una u otra de los las partes y que prevalecían sobre el nuevo tratado. Esas reservas se aplicaron en particular a las obligaciones ofensivas y/o defensivas de asistencia militar recíproca. Si bien la mayoría de los tratados se celebraban por un período indefinido, algunos tuvieron una duración limitada, ya fuese por un período fijo (10 o 15 años renovables) o hasta la muerte de uno de los signatarios.
Técnicamente, los tratados comburgueses fueron generalmente un preludio de la vinculación (voluntaria o no) de la entidad más pequeña a la más grande. Por tanto, a raíz de dichos tratados, los territorios afectados se incluirán progresivamente en la Confederación Suiza como nuevos cantones en el caso de Friburgo, Soleure o Schaffhouse, o como aliados de Biel, Ginebra, el Alto Valais o los Grisones. Por ejemplo, la ciudad de Saint-Gall pasará de comburguesa a aliada antes de ser finalmente admitida como nuevo cantón el 13 de junio de 1454.

## Las comburguesías suizas

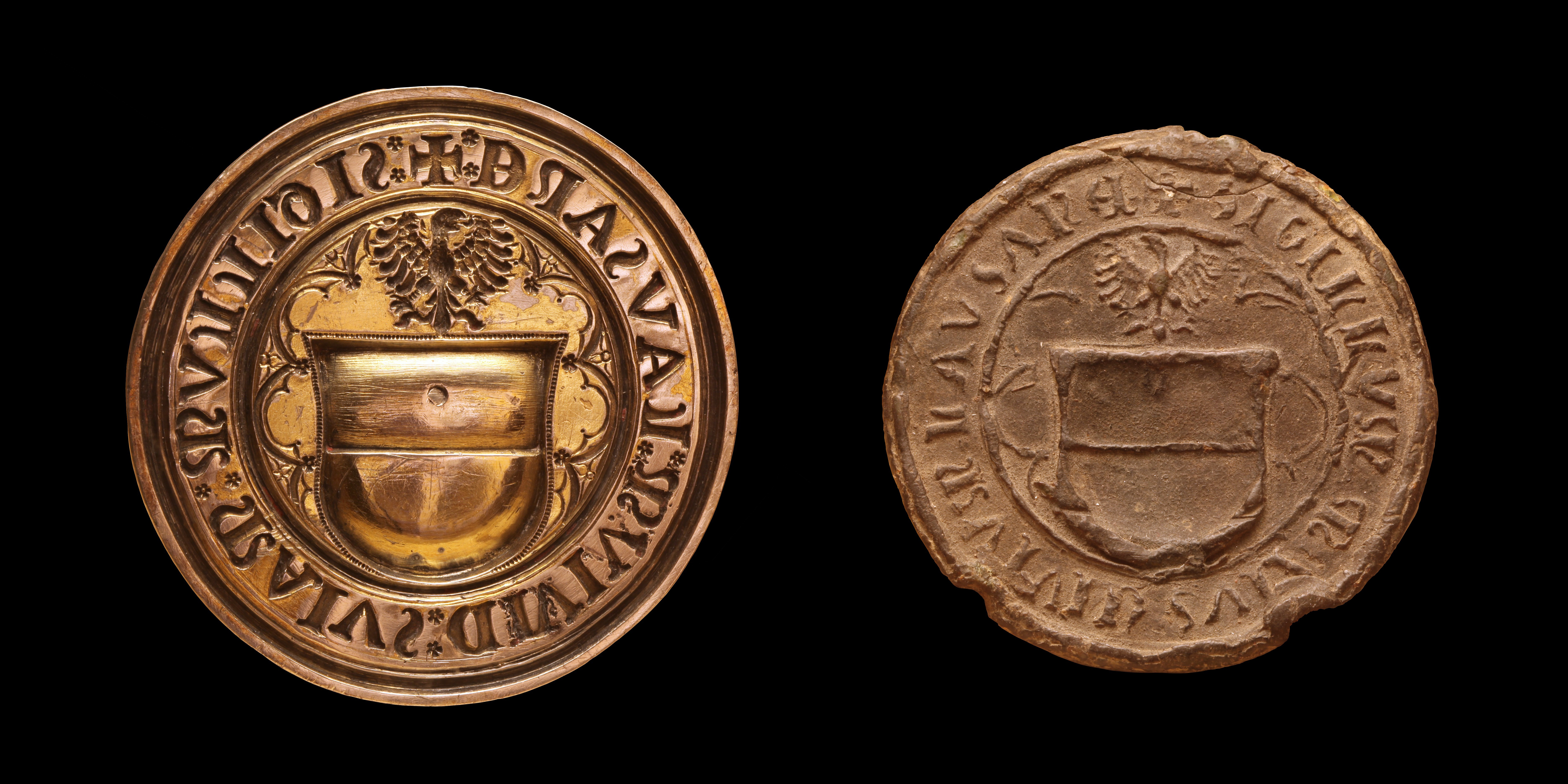
Sello del tratado de comburguesía firmado entre Lausana, Berna y Friburgo el 7 de diciembre de 1525.

A principios del  siglo XVI, los primeros cantones de Suiza central usaron la comburguesía para aumentar su influencia en los territorios adyacentes ya fuese ofreciendo una práctica igualdad de trato, como en el caso de Urseren por el cantón de Uri o de Arth por el cantón de Schwyz, ya fuese tomandolo por completo bajo su dominio, como fue el caso de Schwyz con  Appenzell en 1403 y Einsiedeln en 1414 o de Uri y de Obwalden con el Leventino en 1403.
La comburguesía más tarde fue ampliamente utilizada por las ciudades de la meseta suiza desde el principio del siglo XV: Basilea otorgó su comburguesía al prebostado de Moutier-Grandval desde 1406, mientras Solothurn hizo lo mismo con Le Landeron en 1449. 
Sin embargo, fue la ciudad de Berna la que hará el uso más amplio: sucesivamente Bienne en 1344, Erguël en 1352, Soleure en 1345, Valangin y la Gruyère en 1401, Friburgo en 1403, y finalmente Neuchâtel en 1406 verán la oferta de tratados de comburguesía. Anteriormente, la ciudad de Berna ya había celebrado tales tratados con las comunidades de Hasli y de Gessenay, con los obispados de Sion, Basilea y Lausana, así como con las ciudades de Morat, Avenches y Payerne. Finalmente, el 17 de junio de 1466, las ciudades de Berna y de Solothurn ofrecieron un tratado de comburguesía junto con un tratado militar a Mulhouse, entonces amenazado por los objetivos de los Habsburgo. Esta red de alianzas, de la que la ciudad de Berna era el centro, ha sido denominada  por los historiadores como la «Confederación borgoñona».
El  23 de mayo de 1477, las ciudades de Zúrich, Berna, Lucerna,  Friburgo y Soleura firmaron un tratado de «combourgeoisie perpétuelle» bajo la forma de una alianza ofensiva y defensiva con el objetivo de iniciar una reflexión en el seno de la Confederación de los VIII cantones sobre la sustitución de los numerosos tratados anteriores por una alianza general y común. Esa alianza, fuente de una gran crisis dentro de la Confederación de los XIII cantones, fue disuelta por la Dieta federal en 1481 por el acuerdo de Stans.
Tras la firma, en 1525, de un tratado de comburguesía entre Lausana, Berna y Friburgo, fue el turno de Ginebra de firmar el mismo tratado con las dos ciudades suizas el 8 de febrero de 1526 bajo la influencia de los Eidguenots, partido político ginebrino favorable a un acercamiento de Ginebra con la Confederación de los XIII cantones para escapar de la amenaza de invasión provocada por el duque  Carlos III de Saboya. Ese tratado se renovará con Berna el  7 de agosto de 1536, luego en 1584; en este último caso, la ciudad de Zúrich sustituyó a la de Friburgo que, fiel al catolicismo, se negó a renovar el tratado con la «Roma protestante».
Dentro de la Confederación Suiza, la extremadamente densa red de tratados comburgueses fue uno de los motivos de varios conflictos armados, como la guerra de Berthoud en 1382 , la de  Sempach en 1386 o la antigua guerra de Zúrich en 1440. Después de estos hechos, las comburguesías fueron desapareciendo gradualmente durante el siglo XVI, aunque nuevas «comburguesías cristianas» siguieron concluyéndose de 1527 a 1531 entre las ciudades del sur de Alemania y el norte de Suiza con el objetivo de defender la nueva reforma protestante.